# تخلیه غیرنظامیان لهستانی از اتحاد جماهیر شوروی در جنگ جهانی دوم
مهاجرت لهستانی‌ها به ایران پیرو تخلیه غیرنظامیان لهستانی از اتحاد جماهیر شوروی در جنگ دوم جهانی روی داد که با وجود بی‌طرفی ایران، مسائل و مشکلات اقتصادی و اجتماعی زیادی برای ایران به همراه داشت. در طی سال‌های ۱۳۲۰ الی ۱۳۲۳ خورشیدی بیش از ۱۵۰ هزار لهستانی برای مهاجرت به فلسطین و آفریقا، از کشور اتحاد جماهیر شوروی وارد خاک ایران شدند.

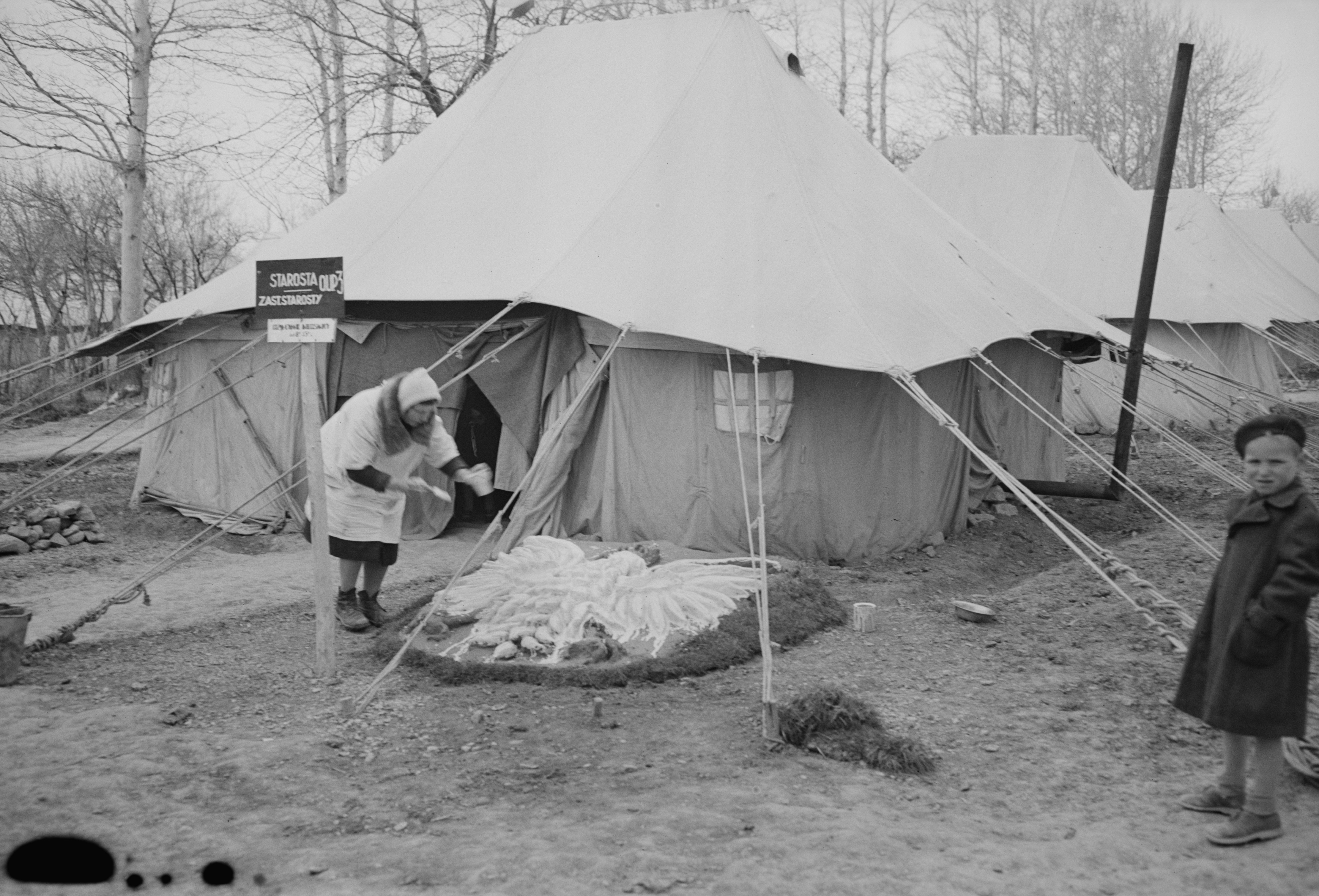
یک زن لهستانی در حال تزئین باغچه جلوی چادرش به شکل عقاب نماد لهستان، اردوگاه صلیب سرخ برای پناهندگان لهستانی در تهران، ۱۹۴۳.

## پیشینه و علل
با گسترش جنگ دوم جهانی، کشور لهستان در سال ۱۳۱۸ خورشیدی (برابر با ۱۹۳۹ میلادی) مورد هجوم آلمان نازی از یک طرف و شوروی از طرف دیگر قرار گرفت و عملاً به دو قسمت تقسیم شد. اسرای زیادی به شوروی منتقل و در اردوگاه‌ها اسکان داده شدند و بسیاری نیز به‌طور دسته جمعی اعدام شدند.
بعد از دو سال و با آغاز حمله آلمان به شوروی، استالین مجبور شد با دولت در تبعید لهستان از در دوستی درآمده و فرماندهی واحدی در مقابل آلمان در جبهه لهستان ایجاد کند. طبق این توافق قرار بر این شد که علاوه بر عبور افراد نظامی تجهیز شده لهستانی از خاک ایران، زندانیان و افراد داخل اردوگاه‌ها نیز از طریق ایران به فلسطین و آفریقا مهاجرت کنند. این عمل با نقض بی‌طرفی ایران و اشغال ایران توسط قوای انگلیسی و سپس روسی در تاریخ سوم شهریور ۱۳۲۰، امکان‌پذیر گشت.

## ورود مهاجرین
برطبق قرارداد اولیه متفقین با ایران، قرار بود فقط سربازان و نیروهای کمکی آنان وارد ایران شوند و نیروهای متفقین تأمین مایحتاج و آذوقه آنان را تقبل کرده بودند، اما در عمل و به تدریج شمار زیادی از آوارگان و اُسرای محبوس در اردوگاه‌های مسکو نیز که شامل عده زیادی زن، کودک و حتی پیرمردان سالخورده بود به مهاجرین افزوده شدند.
نخستین گروه در اوایل فروردین ۱۳۲۱ با چهار کشتی روسی که حامل ۲۹۰۰ نفر سرباز و مهاجر بود، وارد بندر انزلی (پهلوی سابق) شدند. نیروی نظامی قرار بود از طریق همدان و کرمانشاه به عراق بروند. تعداد مهاجرین در اردیبهشت ۱۳۲۱ نزدیک به ۱۳۰۰۰ نفر رسیده بود.

## مشکلات اجتماعی
ورود کنترل‌نشده مهاجران و عدم قرنطینه بیماران و نیز کوتاهی متفقین در تأمین آذوقه و مایحتاج مهاجرین از مهم‌ترین عوامل ایجاد نابسامانی و بروز مشکلات اقتصادی و بهداشتی در جامعه آن روز ایران گردید. عدم تناسب مهاجرین ورودی و خروجی مشکل اسکان آنان را دوچندان کرد. بسیاری از مردان وارد بازار کسب و کار شدند و زنان نیز تن به ازدواج ثبت‌شده و ثبت‌نشده دادند.
مشکلات بهداشتی کمتر از مشکلات اقتصادی نبود و بیماری‌های تیفوس و تیفوئید و سل در میان مهاجران شیوع پیدا کرده بود به‌طوری که هیئت پزشکی برای قرنطینه بیماران به بندر انزلی فرستاده شد.
به‌علت تأخیر در خروج، لهستانی‌ها به‌تدریج و برای گذران زندگی وارد بازار کار گردیدند در بعضی رستوران‌ها و کاباره‌ها گروه هائی از آنان به آوازه خوانی و اجرای موسیقی مشغول شدند. افراد فرهیخته‌ای نیز که در میان آنان بودند به دبیری و آموزش زبان لهستانی و نویسندگی پرداختند، روزنامه‌ای هم به زبان لهستانی بنام «ندای لهستان» (Slowo Polskie) منتشر می‌کردند و کتاب‌هایی دربارهٔ ایران‌شناسی از آن‌ها به یادگار مانده‌است.

## رفتار ایرانی‌ها در قبال لهستانی‌ها
در آن زمان ایران خود با قحطی و کمبود مواد غذایی، نابسامانی سیاسی و اقتصادی در اثر اشغال کشور و … مواجه بود. با این وجود ایرانیان علی‌رغم مصائبی که داشتند از میهمان نوازی دریغ نکردند.
وزیر مختار لهستان – کارل بادر – در نامه‌ای به استاندار خراسان از این رفتار ایرانیان چنین یاد می‌کند: «نیات خیرخواهانه جنابعالی نسبت به هم میهنان من، مهاجران لهستانی، تأثیر عمیقی بر من بخشیده‌است. طبق گزارش‌هایی که به من رسیده، جنابعالی از روی کمال مرحمت یک دستگاه عمارت بزرگ را در اختیار اطفال یتیم لهستانی گذارده‌اید که در آنجا آنها نگهداری شوند. من از صمیم قلب از مراحم خیرخواهانه و نوع پرستانه جنابعالی متشکرم و اطمینان می‌دهم که لهستانی‌ها برای همیشه کمال امتنان را از جنابعالی خواهند داشت»
نامه نمایندگان مهاجران لهستانی به دولتمردان ایرانی نیز حکایت از وجود چنین روحیه‌ای دارد: «در این موقع که پناهندگان لهستانی بعد از سه سال اقامت در خاک پاک کشور شما از این سرزمین عزیمت می‌کنند، اینجانبان از آن جناب تمنا داریم که بهترین تشکرات صمیمانه ما را در مقابل میهمان نوازی و پذیرایی دوستانه که از طرف آن جناب و کلیه اولیای امور ایرانی و عامه مردم به عمل آمده، قبول فرمایند. این حسن میهمان نوازی و پذیرایی و همچنین تمام اقدامات و توجهاتی که از طرف اولیای کشوری و لشکری ایران به عمل آمده هیچگاه از خاطره ملت لهستان پاک نخواهد شد. تمام ماها که در وطن شما زندگانی کرده‌ایم بهترین یادبودها را از آن حفظ خواهیم کرد. ما نه تنها با قلبی مملو از امتنان ایران را ترک می‌کنیم بلکه بهترین ادعیه صمیمانه خود را برای سعادت و ترقی کشور شما و ملت ایران نثار می‌کنیم ..».

### هنر عکاسی و مستندسازی زندگی لهستانی‌ها در ایران
در این میان، عکس‌های ثبت شده توسط ابولقاسم جلا، عکاس مشهور اصفهانی که توسط پریسا دمندان یافت شده و شامل پرتره‌ها و عکس‌های گروهی خارج از استودیوی عکاسی بوده، بازتاب دهندهٔ بسیاری از حقایق و شرایط زندگی شهروندان فراری از تبعید در اتحاد جماهیر شوروی و مقیم ایران علی‌الخصوص کودکان لهستانی می‌باشند. پریسا دمندان در کتاب خود با همین عنوان «کودکان لهستانی» به چاپ این عکس‌ها پرداخته‌است.

## خروج لهستانی‌ها
با وجود آنکه طبق قرارداد و توافق با دولت ایران قرار بود مهاجرین (اعم از سرباز و افراد عادی) هرچه زودتر از ایران خارج شوند، ولی به دلایل متعدد از جمله بیماری، مشکلات ملی و اشتغال آنان آهنگ خروج بسیار کند گردید. از دهم مردادماه ۱۳۲۱ بتدریج خروج آن‌ها آغاز شد و پایگاه اصلی خروج آن‌ها شهر اهواز و بندر شاهپور بود. مهاجرین از بندر انزلی، تهران، اصفهان و مشهد عازم اهواز شدند. کمپلو آخرین کمپ اقامتی لهستانی‌ها در اهواز بود که در سال ۱۹۴۵ بسته شد. ولی با این حال ۳۰۰ نفر از آنان در ایران ماندند و با ایرانیان تشکیل خانواده دادند.

## آثار به‌جامانده

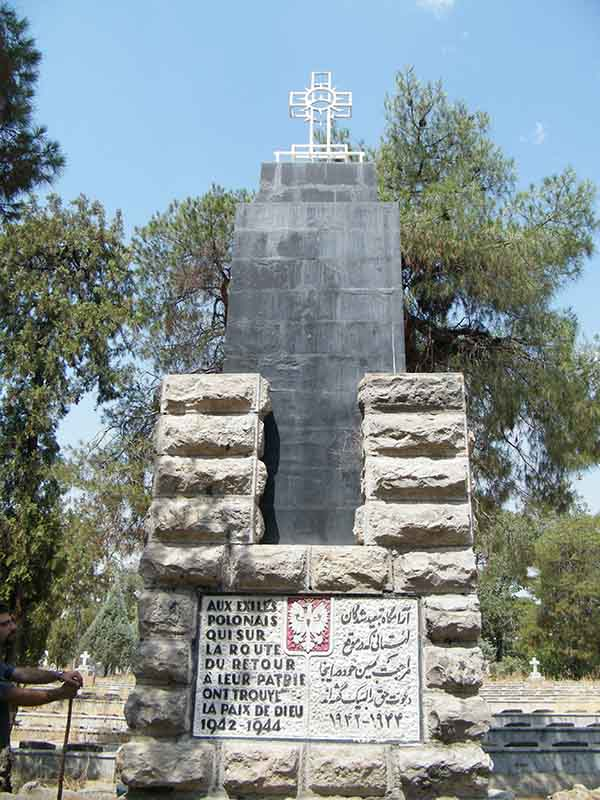
بنای یادبود درگذشتگان لهستانی در ایران

### کنیسای دانیل
علاوه بر آثار فرهنگی و اجتماعی، آثار دیگری از این مهاجرت منحصربه‌فرد باقی‌مانده‌است. در همان زمان به کمک هیئت مدیره کنیسای حییم در خیابان قوام السلطنه، کنیسای کوچکی بنام کنیسای «دانیل» در داخل آن برای لهستانی‌ها ساخته شد تا یهودیان اشکنازی بتوانند در آن به امور مذهبی خود بپردازند

### گورستان‌ها
بیماری و سپس مرگ، بسیاری از مهاجرین لهستانی را امان نداد که از ایران خارج شوند. برای فوت شدگان در تهران، بندر انزلی و اصفهان گورستان‌های اختصاصی ایجاد یا در گورستانهای مسیحی دفن شدند. آمار نشان می‌دهد در گورستان بندرانزلی ۶۳۹ نفر سرباز و افراد عادی لهستانی مدفون هستند.

## در سینما

### مرثیه گمشده
خسرو سینایی فیلمی ۹۵ دقیقه‌ای بنام «مرثیه گمشده» دربارهٔ وقایع این مهاجرت در سال ۱۳۶۲ ساخته‌است که ساخت آن به دلیل مشکلات، ۱۳ سال طول کشیده‌است.
سینایی برای ساخت این فیلم، عکس‌های باقی‌مانده از جنگ جهانی دوم را به‌کار برده و همچنین با افرادی که آن دوره را به یاد دارند، گفتگو کرده‌است.
وی بخاطر این فیلم، نشان افتخار «صلیب لیاقت» از رئیس‌جمهور وقت لهستان دریافت کرده‌است.

## در ادبیات
در سال‌های پس از مهاجرت بزرگ لهستانی‌هایی بوده‌اند که به ادبیات فارسی علاقمند شده و آثاری از کلاسیک‌های قدیم و جدیدش را به زبان لهستانی ترجمه کرده‌اند، مثل مارک اسموژینسکی و ایوونا نویسکا.
رمان تو به اصفهان بازخواهی گشت، اثر مصطفی انصافی، اولین رمان فارسی است که با محوریت حضور لهستانی‌ها در ایران نوشته شده است. این کتاب در سال ۲۰۱۹ توسط نشر پونته ۳۳ به زبان ایتالیایی منتشر شد. رمان «تو به اصفهان بازخواهی گشت» با ورود دختری لهستانی به نام الیزا به دانشگاه تهران و دیدار با یکی از استادان دانشکده ادبیات برای دریافت مشاوره برای پایان‌نامه‌اش آغاز می‌شود، اما با پیشرفت داستان متوجه می‌شویم پایان‌نامه فقط یک بهانه بوده و الیزا در جست‌وجوی مادربزرگش است که در سال ۱۳۲۱ همراه با هزاران نفر از لهستانی‌ها از طریق بندر انزلی به ایران آمده و ماندگار شده است.